# Haagse Conferentie voor Internationaal Privaatrecht
De Haagse Conferentie voor Internationaal Privaatrecht (HCCH) is een intergouvernementele organisatie, met als doel om gaandeweg de regelgeving van het internationaal privaatrecht te unificeren. Anno 2015 zijn 79 staten en de Europese Unie lid van de Haagse Conferentie.
Het secretariaat of permanent bureau dat onder leiding staat van een secretaris-generaal, onderhoudt de contacten en bereidt de plenaire zittingen en de zittingen van de commissies voor. Via onderhandeling worden multilaterale verdragen afgesloten, die dan Haagse Conventies worden genoemd (niet álle zogenaamde Haagse Conventies zijn echter afkomstig van de Haagse Conferentie). De Nederlandse staat is depositaris van al deze verdragen.

## Geschiedenis
De eerste Haagse Conferentie vond plaats in 1893. Voor de Tweede Wereldoorlog vonden er 6 sessies plaats (1893, 1894, 1900, 1904, 1925 en 1928). Tijdens de zevende sessie in 1951 werd beslist om van de Conferentie een permanent lichaam te maken, dat ten slotte werd geïnstalleerd op 15 juli 1955. Sinds 1956 worden elke vier jaar plenaire sessies gehouden, al worden soms buitengewone sessies georganiseerd zoals in 1966 en 1985. Traditioneel is het hoofd van de Nederlandse delegatie ook de voorzitter van de plenaire zitting.
De Nederlandse jurist Tobias Asser was mede-initiator en voorzitter van de eerste conferentie in 1893. Daarna was hij wederom voorzitter van de volgende conferenties in 1894, 1900 en 1904. Hij ontving in 1911 de Nobelprijs voor de Vrede.
Huidig secretaris-generaal (vanaf 1 juli 2013) is Christophe Bernasconi.
De organisatie is een van de oprichtingspartners van The Hague Institute for Global Justice.

## Lidstaten
- Albanië
- Andorra
- Argentinië
- Australië
- Armenië
- Azerbeidzjan
- België
- Bosnië en Herzegovina
- Brazilië
- Bulgarije
- Burkina Faso
- Canada
- Chili
- China
- Dominicaanse Republiek
- Costa Rica
- Cyprus
- Denemarken
- Duitsland
- Ecuador
- Egypte
- Estland
- Filipijnen
- Finland
- Frankrijk
- Georgië
- Griekenland
- Hongarije
- Ierland
- IJsland
- India
- Israël
- Italië
- Japan
- Jordanië
- Kazachstan
- Kroatië
- Letland
- Litouwen
- Luxemburg
- Maleisië
- Malta
- Marokko
- Mauritius
- Mexico
- Moldavië
- Monaco
- Montenegro
- Nederland
- Nieuw-Zeeland
- Noord-Macedonië
- Noorwegen
- Oekraïne
- Oezbekistan
- Oostenrijk
- Panama
- Paraguay
- Peru
- Polen
- Portugal
- Roemenië
- Rusland
- Saoedi-Arabië
- Servië
- Singapore
- Slowakije
- Slovenië
- Spanje
- Sri Lanka
- Suriname
- Tsjechië
- Tunesië
- Turkije
- Uruguay
- Venezuela
- Verenigde Staten
- Verenigd Koninkrijk
- Vietnam
- Wit-Rusland
- Zambia
- Zuid-Afrika
- Zuid-Korea
- Zweden
- Zwitserland

Naast deze staten is ook de Europese Unie lid van de Haagse Conferentie.

## Trivia
- Namens Zwitserland nam Friedrich Meili meermaals deel aan de beraadslagingen van de Haagse Conferentie.[4]